# Giovanni Mazzella
Giovanni Mazella (født 7. februar 1966) er en italiensk fodboldtræner. Han er i øjeblikket ansat som assistenttræner i Vejle Boldklub, som spiller i den danske superliga. Han har tidligere været assistenttræner i den kinesiske klub Wuhan Zall FC, som i øjeblikket spiller i den næstbedste kinesiske liga.